# 달강

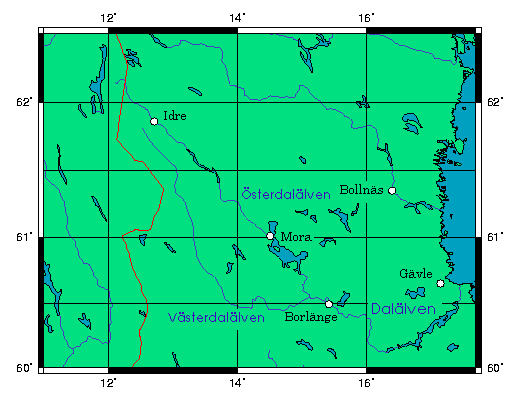
달강의 유로 그림

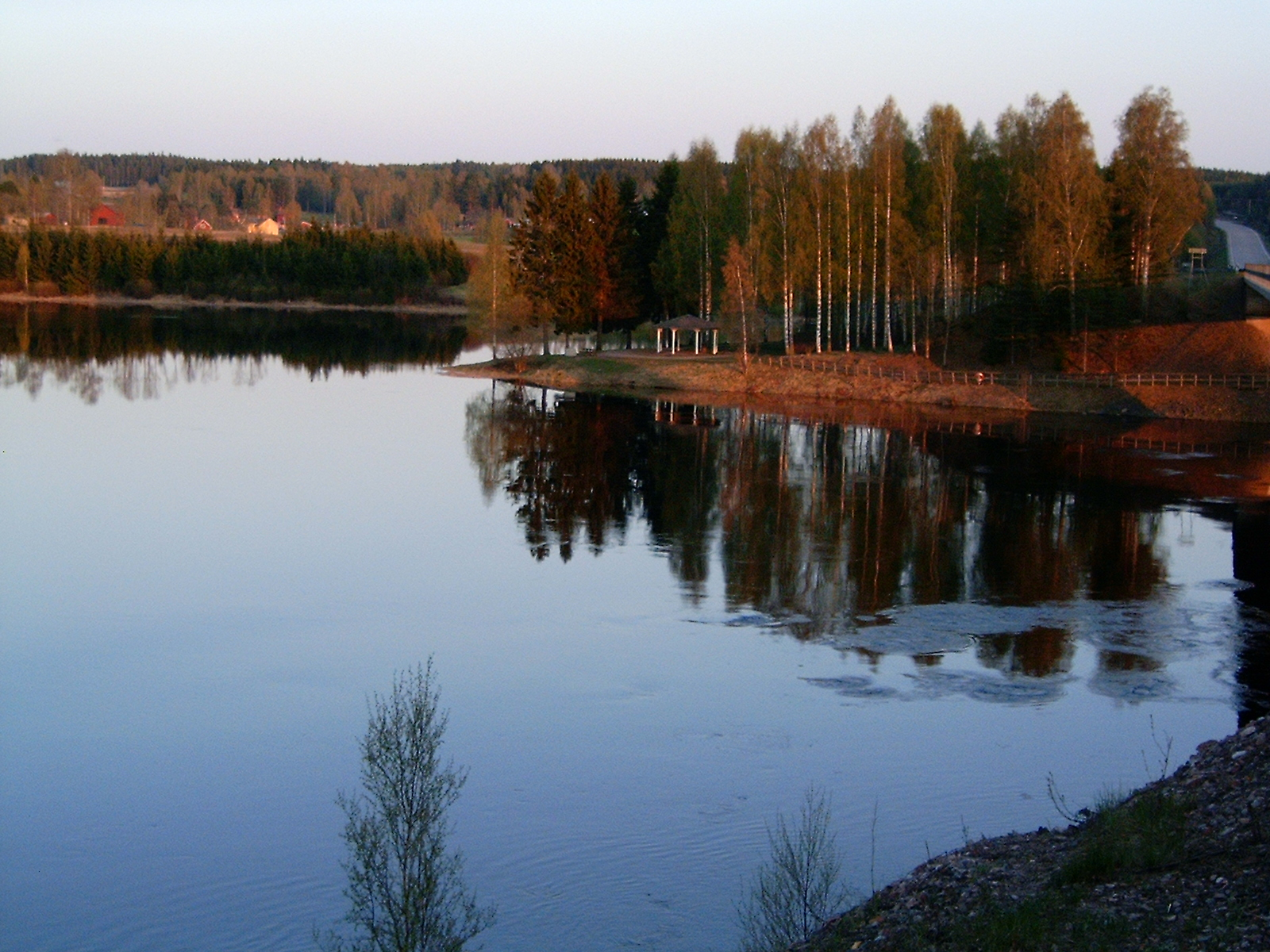
강의 모습

달강(스웨덴어: Dalälven 달렐벤[*])은 달라라나 지방과 우플랜드를 지나는 스웨덴의 북쪽을 흐르는 강이다. 달강을 거쳐 강은 외스테르달강과 베스테르달강으로 나뉜다. 달강의 앞에 붙은 말은 상부와 하부의 뜻을 나타낸다.
스웨덴에서 3번째로 긴 강이며 수력 발전소가 운영되고 있다. 전체 발전량은 1420 메가와트 정도이며 이 중 3분의 2가 실제 전력에 이용되는 것으로 발전소는 트랑슬렛 댐에 있다.